# قشلاق غونه اي (مقاطعة اشتهارد)
قشلاق غونه‌اي (بالفارسية: قشلاق گونه‌ای) هي قرية تقع في قسم بلنغ آباد الريفي (مقاطعة اشتهارد) في إيران.